# Blaesoxipha kozlovi
Blaesoxipha kozlovi är en tvåvingeart som beskrevs av Boris Borisovitsch Rohdendorf 1937. Blaesoxipha kozlovi ingår i släktet Blaesoxipha och familjen köttflugor. Inga underarter finns listade i Catalogue of Life.